# سعدان ليلي برومباك
سعدان ليلي برومباك (الاسم العلمي: Aotus brumbacki ) هو نوع من قرد الليل الموجود في كولومبيا . تقليديًا، تم اعتباره من سلالة سعدان ليلي رمادي البطن . ولكن قيل مؤخرًا إنه ينبغي اعتباره نوعًا منفصلاً.